# Antarctic Muon And Neutrino Detector Array
AMANDA (Antarctic Muon and Neutrino Detector Array) war ein im Eis befindliches „Teleskop“ zur Detektion hochenergetischer Neutrinos. Das von 1996 bis Mai 2009 betriebene Teleskop befand sich an der Amundsen-Scott-Südpolstation in der Antarktis. AMANDA war eine internationale Zusammenarbeit von Instituten aus den USA, Deutschland, Schweden, Belgien und Venezuela.

## Aufbau

Skizze des AMANDA-Detektors

AMANDA war kein Teleskop im herkömmlichen Sinne, sondern ein Array (Feld) aus zylindrisch angeordneten Strängen mit Signalkabeln, an denen zahlreiche optische Module (Photomultiplier) befestigt sind. Die optischen Module befanden sich in Tiefen von etwa 1000 bis 2350 m im Eis.
- AMANDA-B4 (1996): 86 optische Module auf 4 Strängen. Erste Ausbaustufe von AMANDA-B-10 (innerer Bereich)
- AMANDA-B10 (1997): 302 optische Module auf 10 Strängen. Zentralbereich des instrumentierten Zylinders: 500 m Höhe × 120 m Durchmesser
- AMANDA-B13 (1998): 426 optische Module auf 13 Strängen. Erste Ausbaustufe von AMANDA-II mit optischen Modulen ober- und unterhalb des Zentralbereichs
- AMANDA-II (2000): 677 optische Module auf 19 Strängen. Zentralbereich des instrumentierten Zylinders: 500 m Höhe × 200 m Durchmesser

Als Nachfolgeexperiment gilt der am 18. Dezember 2010 fertiggestellte Neutrinodetektor IceCube, der aus 5160 Sensoren auf 86 Strängen besteht und ein Gesamtvolumen von 1 km³ einnimmt.

## Methode und Erfolge
Die Neutrinos wurden durch Detektion der Tscherenkow-Strahlung von geladenen relativistischen Elementarteilchen wie beispielsweise Myonen nachgewiesen. Diese Teilchen entstehen bei Stößen zwischen Neutrinos und Atomkernen im Eis. Aus der Ankunftszeit des mit Nanosekunden-Genauigkeit aufgefangenen Tscherenkow-Lichts (optischer Teil der Tscherenkow-Strahlung) konnte auf die Richtung der eingefallenen Neutrinos geschlossen werden.
Mit AMANDA gelang erstmals die Messung hochenergetischer atmosphärischer Neutrinos in größerer Zahl in freier Natur.
Der Detektor war auch Teil des Supernova Early Warning Systems.